# Veverka kapská
Veverka kapská (Xerus inauris) je drobný hlodavec obývající Jižní Afriku: Botswanu, Lesotho, Namibii a Zimbabwe, kde se vyskytuje ve vyprahlých savanách v tropickém nebo subtropickém podnebném pásu.

## Popis
Veverka kapská je drobná veverka měřící zhruba 20–30 cm na délku s hmotností kolem 575 g. Má dlouhé hmatové vousky, válcovité tělo a silné zadní končetiny, které ji umožňují obratně a rychle skákat. Zbarvení, ale také velikost veverky kapské je rozlišné a liší se podle několika poddruhů. Svrchu je zbarvena většinou pískově žlutě, aby mohla splývat se svým biotopem, po stranách se táhne bílý pruh a břicho má bílé. Vyklenuté oči lemuje bílý proužek, čenich a konce končetin jsou rovněž bílé. Huňatý ocas, měřící obvykle kolem 18–26 cm, je zhruba stejně zbarvený jako vrchní strana těla, jenom konec je tmavý.

## Způsob života

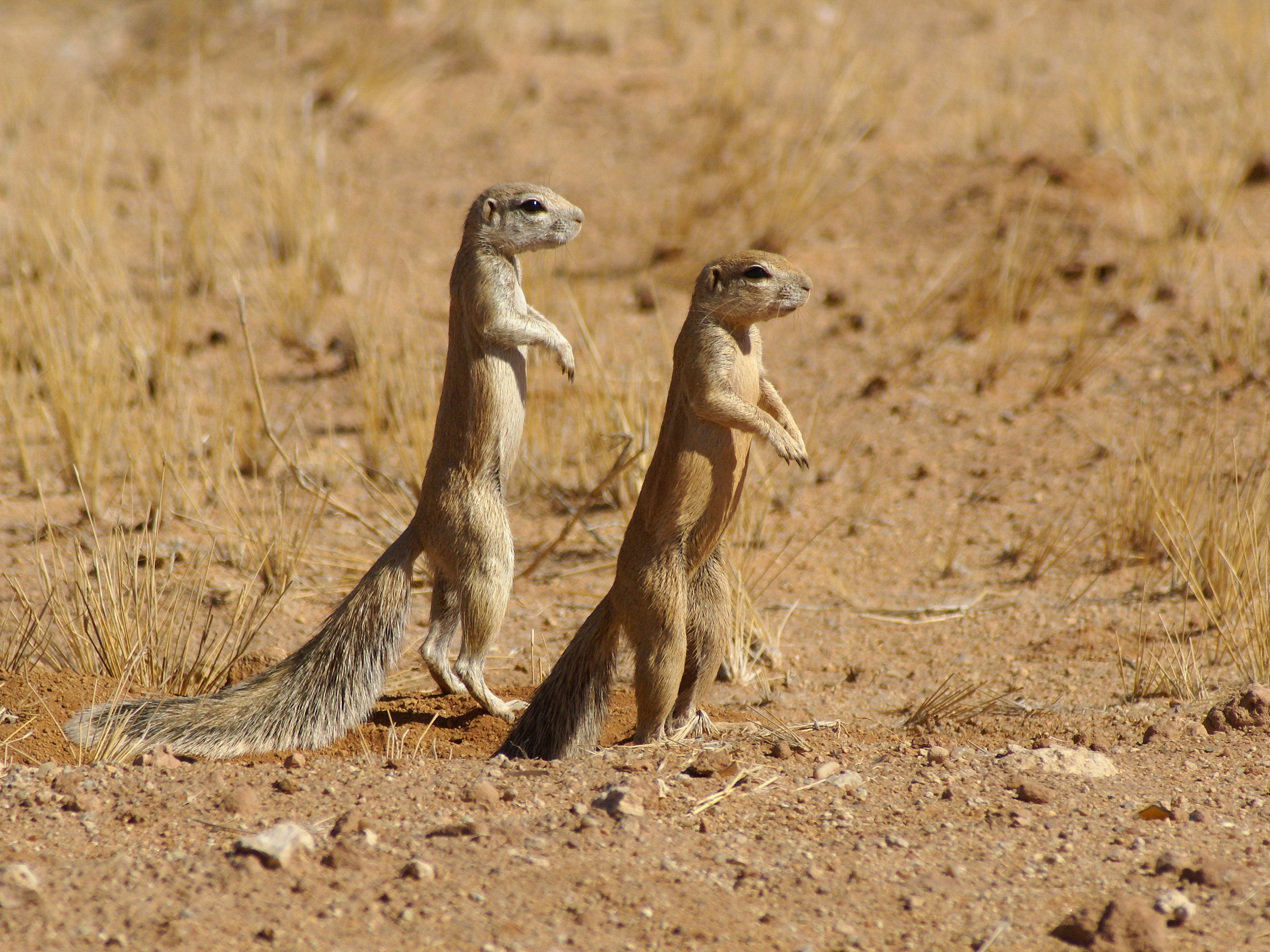
Veverky kapské poblíž Solitaire, Namibie.

Veverky kapské žijí v několikačlenných skupinách, v kterých bývá obvykle 6 až 10, v některých případech až 30 členů. Jsou to velice bystrá a plachá zvířata a při hledání potravy, kterou se stávají obvykle semena, nejrůznější plody, kořeny, ale i hmyz nebo ptačí vejce, se několikrát staví na zadní končetiny, aby měla větší rozhled a pokud spatří jen nejmenší náznak nebezpečí (jejich hlavními predátory jsou mangusty žíhané (Mungos mungo) a šakali čabrakoví (Canis mesomelas)), ihned vydají poplašný signál a všichni členové skupiny bleskově zmizí v nedalekých norách. Tyto nory bývají poměrně rozsáhlé (mohou zabírat i území větší než 100 m2) a veverka kapská je dokáže díky svým ostrým drápům vyhloubit i v tvrdé, suché a kamenité zemi, která se povětšinou nachází v jejich biotopu. Slouží také jako úkryt před přímým a prudkým slunečním žárem, jelikož je v norách o něco nižší teplota než venku. Pokud však teplota nepřesáhne hranici zhruba 48 °C, využívají slunečního žáru ke slunění, které mají velice rády a při kterém svůj huňatý ocas používají jako slunečník. Velkou část vody velice potřebné k životu v těchto podmínkách získávají také ze své potravy.
Samice rodí po 46–78 denní březosti ve své noře 1–3 slepá a holá mláďata. Prvních několik dnů svého života tráví v norách, kam jim matka nosí potravu. Mezi 21. až 22. dnem života otevírají oči a již v osmi týdnech většinou opouštějí matku. Veverka kapská se v přírodě nedožívá obvykle více než 3 let, v zajetí se může výjimečně dožít až 15 let.

## Chov v zoo
V posledních letech se stala veverka kapská poměrně oblíbenou jak v zoologických zahradách, tak v soukromých chovech. Patří však stále k raritně chovaným druhům. V celé Evropě ji v srpnu 2019 chovalo jen 18 zoo.
V Česku byl v létě 2019 tento druh k vidění ve čtyřech zoo:
- Zoo Dvůr Králové
- Zoo Olomouc
- Zoo Plzeň
- Zoo Praha

### Chov v Zoo Praha
V průběhu roku 2018 bylo odchováno osm mláďat (tři samci, pět samic). Na konci roku 2018 bylo chováno šest jedinců (dva samci, čtyři samice). V září 2019 byli dovezeni dva samci ze zoo v Rotterdamu.
V srpnu 2020 se narodila tři mláďata.
Tento druh je k vidění v pavilonu Afrika zblízka v horní části zoo.

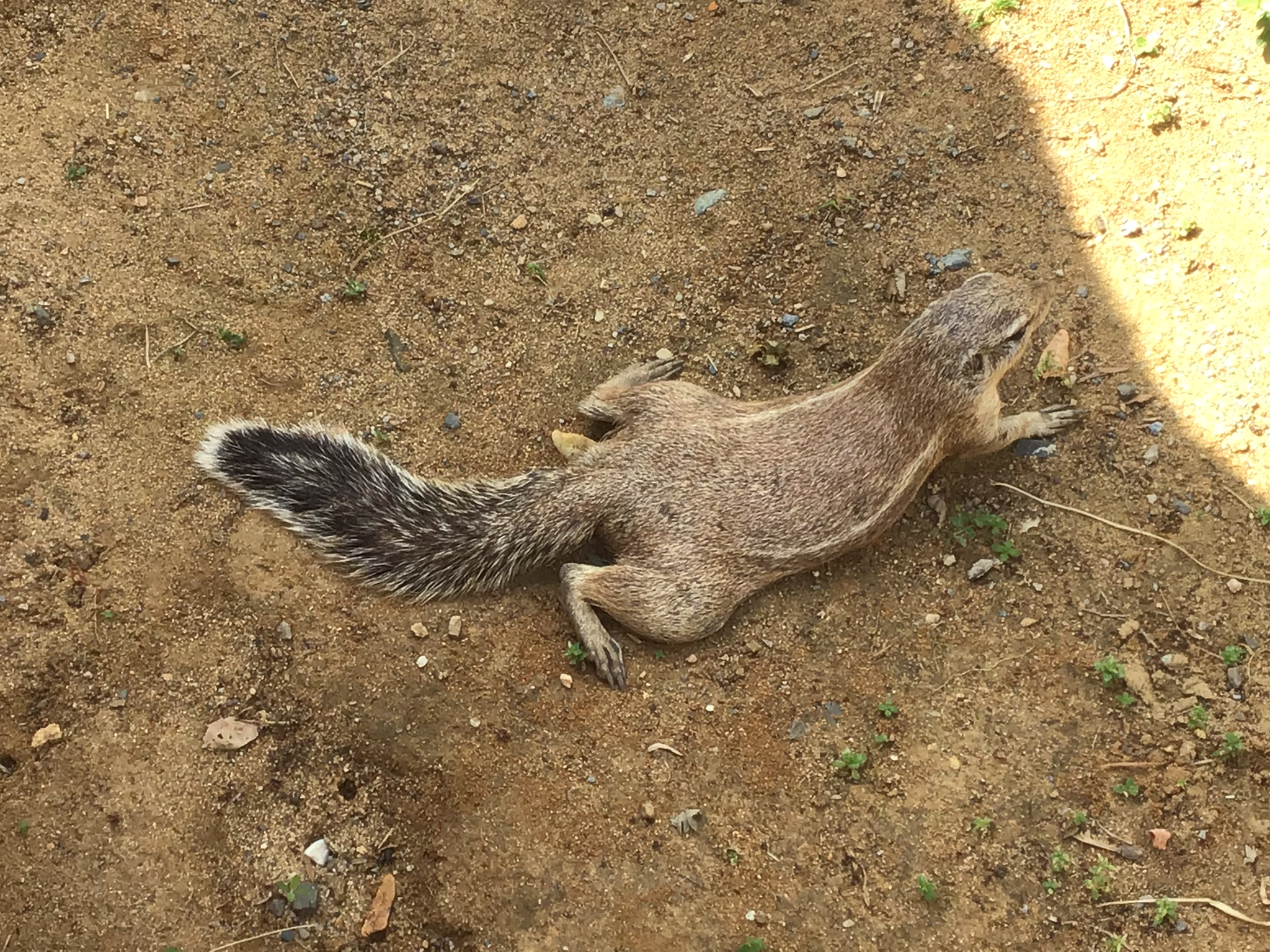
Veverka kapská v pavilonu Afrika zblízka v Zoo Praha